# Brachyhesma antennata
Brachyhesma antennata är en biart som beskrevs av Exley 1977. Brachyhesma antennata ingår i släktet Brachyhesma och familjen korttungebin. Inga underarter finns listade.

## Bildgalleri

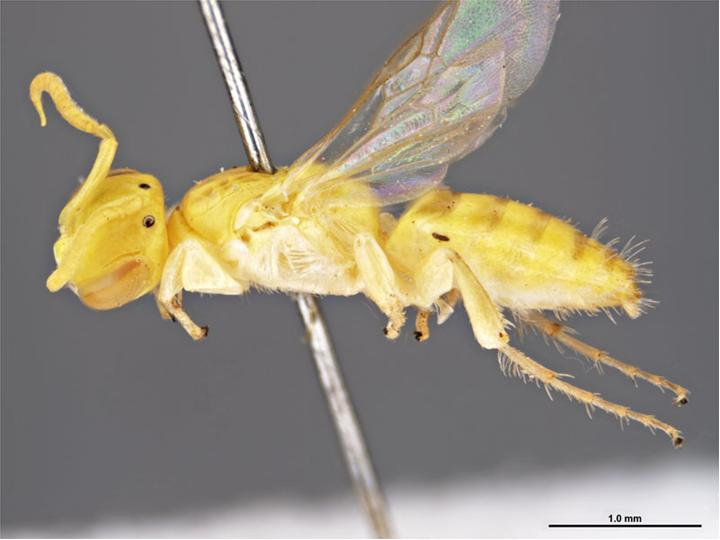